# 理查德·弗朗西斯·伯顿

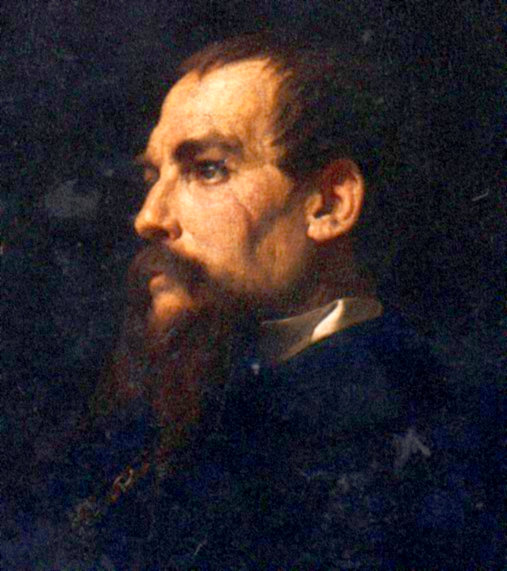
理查德·弗朗西斯·伯顿

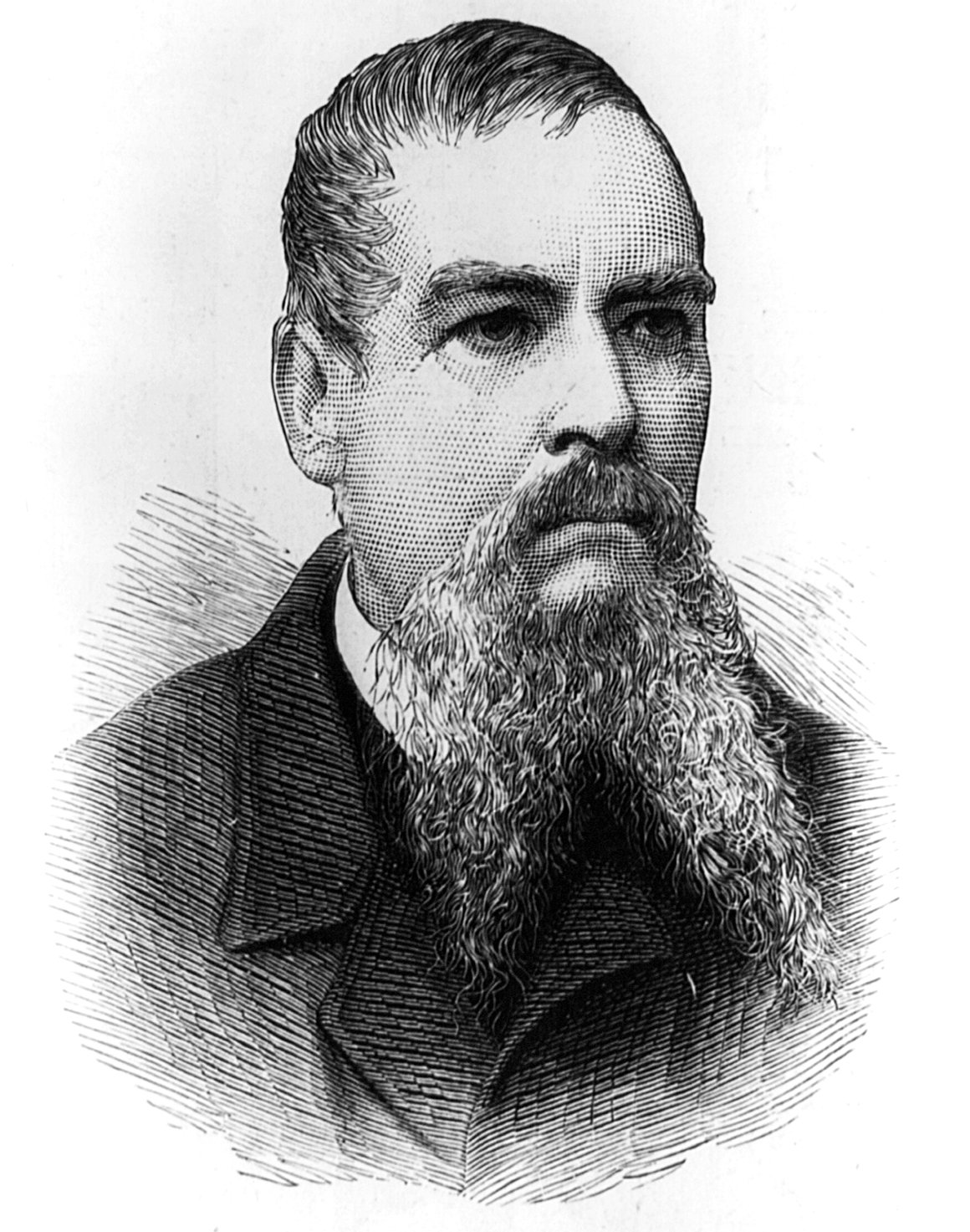
理查德·弗朗西斯·伯顿

理查德·弗朗西斯·伯顿（英語：Richard Francis Burton，1821年3月19日—1890年10月20日），英国军官、地理学家、东方学家、探险家、民族学家制图师、间谍、击剑者、语言学家、诗人、翻译家、作家，外交官。据称伯顿能说29种欧洲、亚洲和非洲语言。其最广为人知的成就有：伪装前往圣城麥加（当时欧洲人被禁止进入）并完整记录了这一过程；出版了英文版《欲经》（Kama Sutra）；翻译了《芳香园》(The Perfumed Garden)；他与约翰·汉宁·斯皮克（John Hanning Speke，1827年—1864年）成为最早到达中部非洲坦噶尼喀湖的欧洲人，其目的为寻找尼罗河的源头。
他在作品中对大英帝国的殖民地政策进行了广泛的抨击，这一做法也对他的职业生涯造成了损失。尽管没有完成大学学业，他仍然成为了一名博学多才的作家，一生中写作了大量书籍和学术文章，内容涵盖了人类行为，旅行，鹰猎，击剑以及民族志。